# Matara (Eritrea)
Matara (o Metera) è un sito archeologico dell'Eritrea. Situato pochi chilometri a sud di Senafè, fu una delle principali città dei regni D'mt e axumita. Dopo l'indipendenza dell'Eritrea, il Museo nazionale d'Eritrea ha chiesto al governo etiope di restituire i manufatti rimossi dal sito. Tutti i tentativi fatti, però, sono al momento (2012) stati vani.

## Storia
Matara è il nome sia di un piccolo villaggio sia di un importante sito archeologico, situato 136 chilometri a sudest di Asmara, subito dopo Senafè sulla strada che porta a sud fino al confine con la regione dei Tigrè. Nel sito sono già state trovate tracce di numerosi livelli di occupazione, comprese almeno due grandi città durate oltre 1000 anni. I livelli più alti sono axumiti, databili grosso modo tra il IV e l'VIII secolo. Questa città si alleò con, o con parte di, il potente impero commerciale della città di Axum, a sudovest. Sembra che Matara fosse una città della striscia che correva lungo la rotta commerciale da Axum alla città portuale di Adulis, le cui grandi rovine, che sono ancora in fase di scavo, si trovano nelle vicinanze di Zula, a sudest di Massaua sulla costa del Mar Rosso. Keskese si trova 8 km a nord di Matara.
Al suo interno si trova Hawulti, un obelisco dell'era axumita.